# أريئوم
أريئوم الكيشي وهو الملك السومري الثاني عشر لسلالة كيش الأولى حكم في حوالي سنة 2900 ق م حسب قائمة الملوك السومريين، جاء بعد ماشدا وخلفه إيتانا صاحب ملحمة إيتانا الشهيرة.